# Afroapoderus
Afroapoderus es un género de escarabajos de la familia Attelabidae. El género fue descrito científicamente primero por Legalov en 2003. Esta es una lista de especies perteneciente a este género:
- Afroapoderus benitoensis Voss, 1929
- Afroapoderus centralis Hustache 1921
- Afroapoderus cephalotes Voss, 1926
- Afroapoderus clivicollis Marshall, 1948
- Afroapoderus flavonotatus Faust 1894
- Afroapoderus mpesensis Legalov, 2007
- Afroapoderus nyashekeanus Hustache, 1939
- Afroapoderus partitus Voss, 1926
- Afroapoderus patricius Voss, 1928
- Afroapoderus perfectus Faust, 1899
- Afroapoderus perrieri Fairmaire 1898
- Afroapoderus picturatus Voss, 1926
- Afroapoderus rubripes Voss, 1926
- Afroapoderus rufoapicalis Hustache, 1923
- Afroapoderus seminiger Faust 1894
- Afroapoderus simplex Voss, 1933
- Afroapoderus trigonocephalus Voss, 1926
- Afroapoderus ueleensis Voss, 1937
- Afroapoderus ulukuensis Legalov, 2007
- Afroapoderus vulcanicus Hustache, 1939